# Jeanne Beck
Jeanne Beck (1947) è una modella francese, vincitrice del titolo di Miss Normandia 1966 e Miss Francia 1967.
Fu eletta presso il Casino d'Enghien, a Enghien-les-Bains. Nel 2010 è stata ospite durante la serata finale per l'incoronazione di Miss Francia 2011. Attualmente, gestisce un ristorante in Normandia